# Масуда Јошицугу
Масуда Јошицугу (1581-1638), један од вођа устанка јапанских хришћана на полуострву Шимабара. Његов син био је главни вођа устаника, Амакуса Широ.

## Биографија
Рођен негде око 1581. године, Масуда Јошицугу или Масуда Џинбеј дошао је са малог острва Ојано, на источном крају архипелага Амакуса западно од Кјушуа. Вазал генерала Кониши Јукинаге (познатог под хришћанским именом Августин Кониши), хришћанског господара архипелага Амакуса и дела западног Кјушуа, постао је један од многих хришћанских обраћеника у Конишијевој војсци, узевши хришћанско име Петар. Напустио је Ојано 1600. као један од Конишијевих војника, и преживео битку код Секигахаре (1600) иако се борио на побеђеној страни: његов господар погубљен је после битке. Са регионом под новом управом, Петар је премештен из Ојана да постане сеоски старешина у селу Ебе, у близини замка Уто (или Удо), некадашње резиденције Августина Конишија, који је додељен породици Хосокава.
Битка код Секигахаре била је крај самурајске каријере Петра Масуде, као и за његове саборце као што су Јамада Емонсаку и Група петорице. Иако је формално био у класи ратника, његов живот у Утоу се мало разликовао од живота сељака над којима је имао номиналну власт, али Петар се нашао у хришћанској заједници. Иако имамо јапанска имена за многе његове рођаке, већина њих користила је и хришћанска имена, знак крштења у времена португалских мисионара, или чак присуства локалних, домаћих свештеника. Петрова супруга, Марта Ватанабе, била је исте вере и вероватно његова рођака, а пар је имао најмање петоро деце.
Иако је хришћанство у Јапану званично забрањено 1614. под претњом смрти, Масудина породица у тајности је сачувала хришћанску веру, а његов син Широ, познат под хришћанским именом Јероним, био је популаран проповедник у локалној заједници скривених хришћана на острвима Амакуса и полуострву Шимабара, где су хришћани у периоду 1614-1638. били изложени страховитим прогонима.
Верује се да је погинуо у опсади замка Хара 1638. године.